# Acalolepta sublusca
Acalolepta sublusca är en skalbaggsart. Acalolepta sublusca ingår i släktet Acalolepta och familjen långhorningar.

## Underarter
Arten delas in i följande underarter:
- A. s. sublusca
- A. s. maculihumera
- A. s. boehmeriavora